# Brenner Moor
Das Brenner Moor ist das größte binnenländische Salzmoor in Schleswig-Holstein. Es liegt in der Traveniederung fast vollständig auf dem Stadtgebiet von Bad Oldesloe. Es wird im Norden und Osten durch die Trave begrenzt. Im Süden durchschneidet es ein kleines Waldgebiet. Im Westen bildet ein Entwässerungsgraben, der in die Trave mündet, die Grenze, siehe Karten.

## Naturschutzgebiet
Das Gebiet wurde am 20. Oktober 1978 zum Naturschutzgebiet erklärt. Zuständig ist die untere Landschaftspflegebehörde, Kreis Stormarn. Die Betreuung des Gebietes wurde vom Landesamt für Landwirtschaft, Umwelt und ländliche Räume (LLUR) des Landes Schleswig-Holstein der Arbeitsgemeinschaft Geobotanik in Schleswig-Holstein und Hamburg übertragen.
Das Naturschutzgebiet ist Teil des zusammenhängenden Netzes NATURA 2000 von Schutzgebieten innerhalb der Europäischen Union.  Es wird dort unter der Steckbriefnummer „2127-391 Travetal (FFH-Gebiet)“ geführt.
In § 2 der Landesverordnung über das Naturschutzgebiet "Brenner Moor" (Naturschutzverordnung) heißt es: „Das Naturschutzgebiet dient dem Schutz eines noch weitgehend in natürlichem Zustand erhaltenen Salzflachmoores in der Traveniederung. Die hier vorkommenden Pflanzengesellschaften sind in Teilbereichen durch das einzigartige Auftreten von Salzquellen im Binnenland in besonderer Weise geprägt. Die von den übrigen schleswig-holsteinischen Mooren abweichenden boden- und gewässerkundlichen Besonderheiten sind auch für eine spezifische Tierwelt ursächlich.“
Das Naturschutzgebiet ist durch Wege gut zugänglich. Auf einem Rundweg befinden sich 10 Beobachtungsstationen zu unterschiedlichen Themen. Mittels QR-Code an den dort platzierten Nummernpfählen kann man sich nähere Informationen auf dem Smartphone anschauen.

## Hydrologie und Botanik

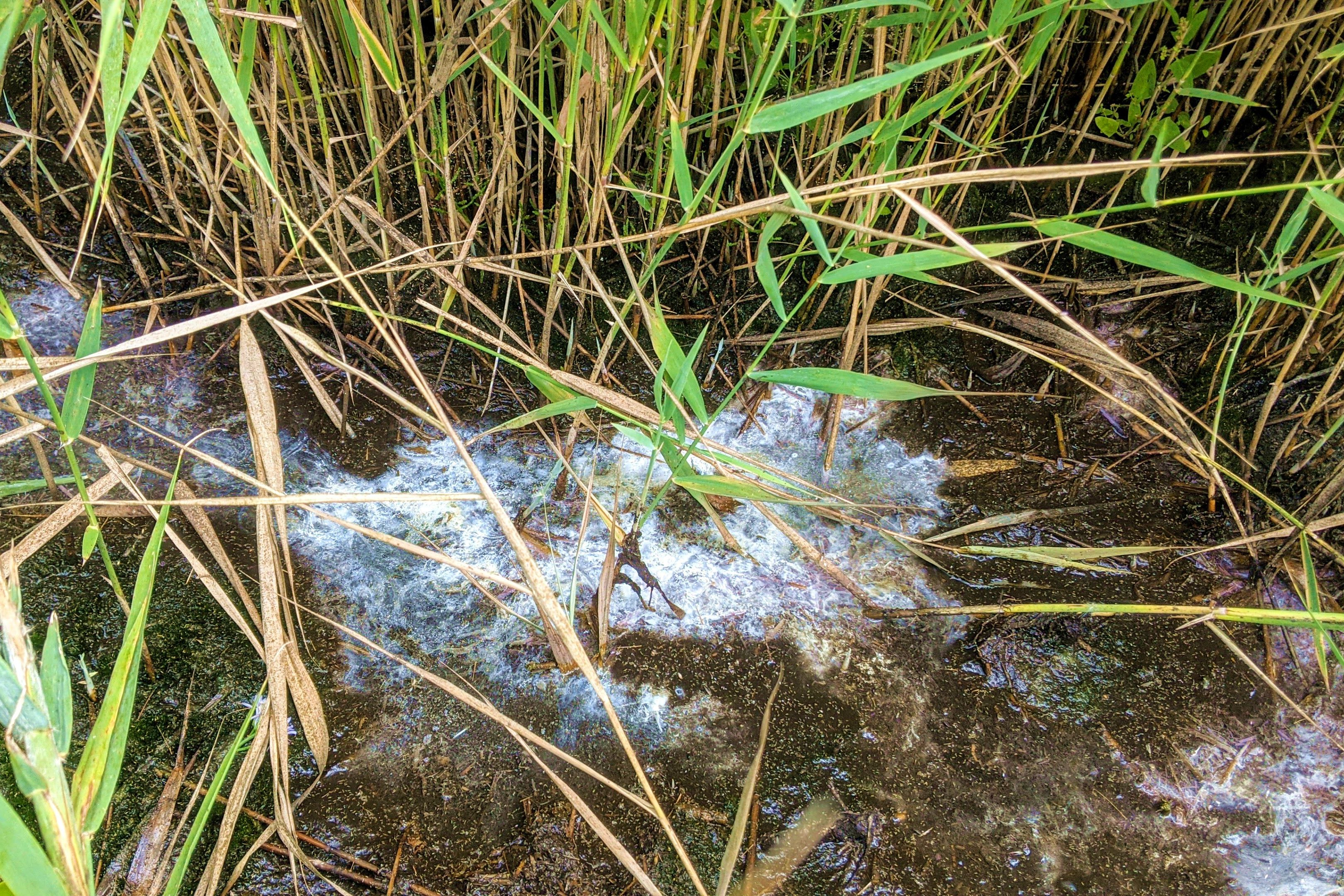
Durch Verdunstung entstandene Salzausblühungen am Moorboden

Die Besonderheit dieses Moores sind die salzhaltigen Quellen. Die Sole, die auch an anderen Stellen in Bad Oldesloe an die Oberfläche tritt, hat eine Salzkonzentration von 15 g/l und stammt aus einer Tiefe von etwa 500 Metern. Die salzige Umgebung zieht Pflanzen an, die sonst nur in Küstennähe zu finden sind, z. B. Bottenbinse (Juncus gerardii), Strand-Dreizack (Triglochin maritima), Queller, Salzaster, Salzschuppenmiere, Milchkraut, Abstehender Schwaden (Puccinellia distans) und Strandsimse. Vaucheria-Algen fühlen sich in Teppichen um den Soleaustritt herum besonders wohl. An einigen Stellen hat das Wasser einen Salzgehalt, der dem der Nordsee entspricht. In weniger salzhaltigen Teilen des Naturschutzgebietes wachsen unter anderem Schilfröhrichte.

## Fauna in der Niederung und im Moor

### Vogelarten
Im Schilf kommen Vogelarten wie Teichrohrsänger, Schilfrohrsänger, Sumpfrohrsänger, Feldschwirl und Rohrammer vor.
Im Moor und auf den Gewässern kommen Eisvogel, Zwergtaucher, Rohrweihe und Graureiher vorwiegend zur Nahrungssuche vor, während Blaukehlchen und Nachtigall in dem Gebiet auch brüten.
Die Wiesen werden von Wiesenschafstelzen, Bergpiepern, Staren, Schwalben und Finkenvögeln als Rastplatz besucht. Die Schellenten nutzen neben Baumhöhlen auch aufgestellte Nistkästen für die Aufzucht ihrer Küken.

### Schnecken
Die salzhaltigen Quellen sind für spezielle Mollusken der ideale Lebensraum. Deshalb kommen hier gehäuft die Arten Gemeine Bernsteinschnecke (Succinea putris), Gemeine Glattschnecke (Cochlicopa lubrica), Glatte Grasschnecke (Vallonia pulchella), Wasserschnegel (Deroceras laeve), Graue Ackerschnecke (Deroceras agreste) und Glänzende Dolchschnecke (Zonitoides nitidus) vor.

## Frühgeschichte
Das Brenner Moor und dessen unmittelbare Umgebung waren seit dem Beginn der 1950er Jahre immer wieder Gegenstand archäologischer Untersuchungen insbesondere des Instituts für Ur- und Frühgeschichte der Christian-Albrechts-Universität zu Kiel. In den Jahren 2009 und 2010 wurden geophysikalische und archäologische Prospektionen mit neuen Methoden durchgeführt, um geeignete Grabungsstellen festzulegen. Bei den Grabungen stieß man auf steinzeitliche Siedlungsreste an der Trave und im Moor sowie Megalithgräber auf den umliegenden Anhöhen. Die Altersbestimmung der Pfahlreste mit der 14C-Methode ergab eine Besiedelung im Zeitraum 2700–2800 v. Chr. Über 10.000 Funde wurden geborgen. Einige der Funde werden im Heimatmuseum Bad Oldesloe gezeigt.

Panorama Brenner Moor im Dezember 2009